# Astrid Lindgren
Pour les articles homonymes, voir Lindgren.

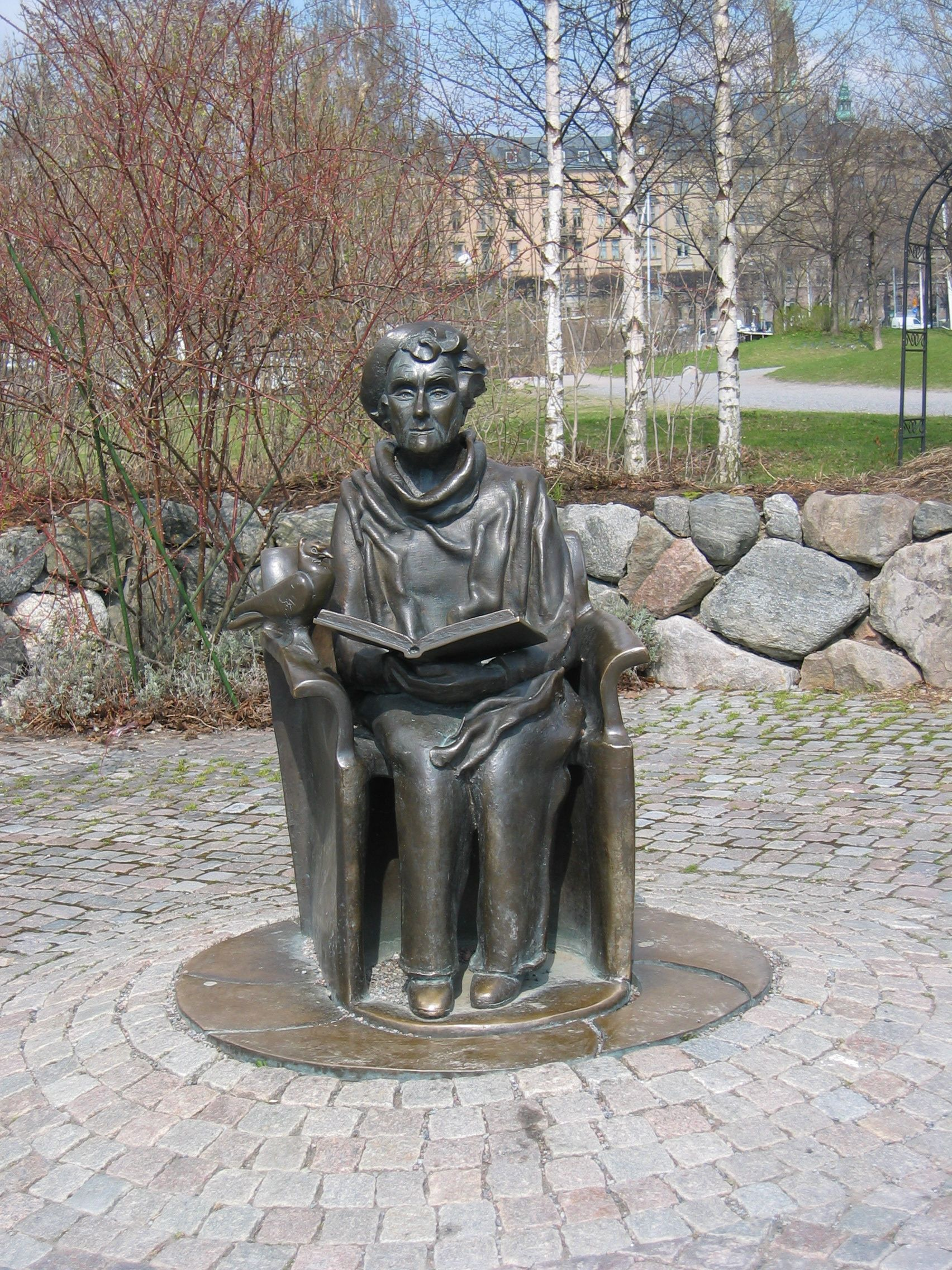
Une statue en mémoire de l'écrivaine à Stockholm.

Astrid Lindgren, née Ericsson le 14 novembre 1907 à Vimmerby et morte le 28 janvier 2002 à Stockholm, est une romancière et scénariste suédoise. Auteure d'ouvrages pour enfants, elle est notamment connue à travers le monde pour avoir créé les personnages Fifi Brindacier et Zozo la tornade.
À travers ses personnages impertinents, Astrid Lindgren a renouvelé la littérature pour enfants. Elle est lauréate d'un prestigieux prix littéraire international, le prix Hans-Christian-Andersen catégorie Écriture, en 1958.

## Biographie
Née en 1907, Astrid Lindgren grandit à Näs, près de Vimmerby, Småland, en Suède. Elle est la fille de Samuel August Ericsson et de Hanna Jonsson. Elle a deux sœurs, Stina (née en 1911) et Ingegerd (née en 1916), et un frère, Gunnar Ericsson (né en 1906).
Sténographe et secrétaire, Astrid Lindgren prend l'habitude de raconter des histoires à ses enfants. Lorsque sa fille est atteinte d'une pneumonie, elle crée le personnage de Pippi Långstrump (littéralement « Pippi longues-chaussettes », Fifi Brindacier en français). Elle en écrit un roman qui sera publié en 1945, avec des illustrations d'Ingrid Vang Nyman. Cependant, sa première publication est un livre pour petites filles : Britt-Mari lättar sitt hjärta (Britt-Mari soulage son cœur). Ses ouvrages ont tout de suite du succès et de bonnes critiques, elle gagne ainsi rapidement plusieurs prix littéraires.
Dans Barnen i Bullerbyn (Nous, les enfants du village Boucan) et Vi på Saltkråkan (Nous, à Saltkråkan), elle raconte la vie d'un groupe d'enfants (et d'adultes) dans des régions suédoises de province. Saltkråkan symbolise ce rêve suédois d'une communauté écologique et égalitaire dans un archipel. Elle a également scénarisé une série en 13 épisodes intitulée Les Enfants de l'archipel.
Elle a écrit les romans Karlsson på taket (Karlsson sur le toit), qui se déroulent en plein centre de Stockholm pendant les années 1950. Elle a aussi écrit Ronya, fille de brigand, livre qui raconte l'aventure de Ronya et Rik, deux amis qui ne devraient pas l'être, et dont est issu un film.
Dans Mio, min Mio (Mio, mon Mio) et Bröderna Lejonhjärta (Les frères Cœur-de-Lion), elle s'approche des pays imaginaires et des aventures autour du thème du bien et du mal, ainsi que de l'amitié.
Autre personnage, né en 1923, Zozo la grosse tête (Emil i Lönneberga), un petit garçon turbulent et farceur mais avec un cœur en or, qui grandit dans une ferme à la fin du XIXe siècle. Son nom, Zozo, se base sur le fait que le personnage principal zozote. Or, ceci est une pure invention dans la traduction française - en suédois, il s'appelle Emil et il n'est jamais question de zozotement dans les trois livres qui lui sont consacrés. Ceci n'est en plus pas la seule liberté prise dans la traduction française par rapport à l'original. Paru dans une nouvelle traduction française depuis 2008 (trois tomes), fidèle à l'original celle-là, il s'appelle dorénavant Emil aussi en français.
Astrid Lindgren reçut le prix en or en 1950 et le Right Livelihood Award en 1994 (pour les droits des enfants).
Depuis 1967, le prix Astrid-Lindgren en Suède, récompense chaque année un auteur de littérature de jeunesse.
En 2002, à la suite du décès de l'auteur à l'âge de 94 ans, le gouvernement suédois a décidé de créer un second prix portant son nom : le prix commémoratif Astrid-Lindgren (Astrid Lindgren Memorial Award). Il s'agit du prix littéraire le plus important au monde, en termes pécuniaires, réservé à la littérature pour l'enfance et la jeunesse. La récompense s'élève à quelque 5 millions de couronnes suédoises, soit plus de 550 000 euros.

## Junibacken
Junibacken est le musée suédois consacré à Astrid Lindgren et à son œuvre, mais pas seulement. Il se situe à Stockholm, sur l'île de Djurgården.
Staffan Götestam rencontre Astrid Lindgren pour la première fois à la fin des années 1970 alors qu'il incarnait le rôle de Jonathan dans le film Les Frères Cœur-de-Lion. C'est le départ d'une longue collaboration. Il eut une idée :

« Je voulais créer un centre culturel aussi bien pour les enfants que pour les adultes. Pas un vieux musée poussiéreux, mais un musée qui serait riche, innovant et excitant ! »

Staffan Götestam proposa l'idée à Astrid Lindgren, qui fut immédiatement enthousiasmée, mais posa comme condition que le nom ne se réfère pas uniquement à elle, mais puisse associer les autres auteurs et illustrateurs de littérature pour la jeunesse.

### Le petit train
Staffan eut originellement l'idée d'un parcours dans un petit train qui voyagerait à travers les histoires d'Astrid Lindgren. Ces histoires seraient représentées accompagnés de musique, de dialogues et de lumière. La création des décors fut confiée à Marit Törnqvist. Au départ, elle eut peur : comment pouvait-elle rendre justice aux livres ? La stratégie fut de se référer constamment aux histoires et d'être fidèle aux textes. Et créer une atmosphère en étroite collaboration avec le parcours d'Astrid. Astrid Lindgren écrivit elle-même ce qui fut son dernier texte, et c'est sa voix qui accompagne les visiteurs dans leur voyage.
Il a fallu presque deux ans pour créer le petit train, qui ouvrit ses portes le 8 juin 1996.
Astrid Lindgren elle-même fut ravie du résultat. Le 4 février 1997, elle écrivit une lettre à Marit Törnqvist :

« Je dois te dire, si le monde entier ne te l'a pas déjà dit, que tu as fait un travail fantastique. Quiconque y va tombe en émerveillement devant le fait que quelque chose comme ça existe, et je ne peux pas imaginer un musée pour les enfants qui se rapproche de ce que tu as fait. Tu as vraiment fait quelque chose qui traversera les âges. »

## Œuvre (livres parus en traduction française)

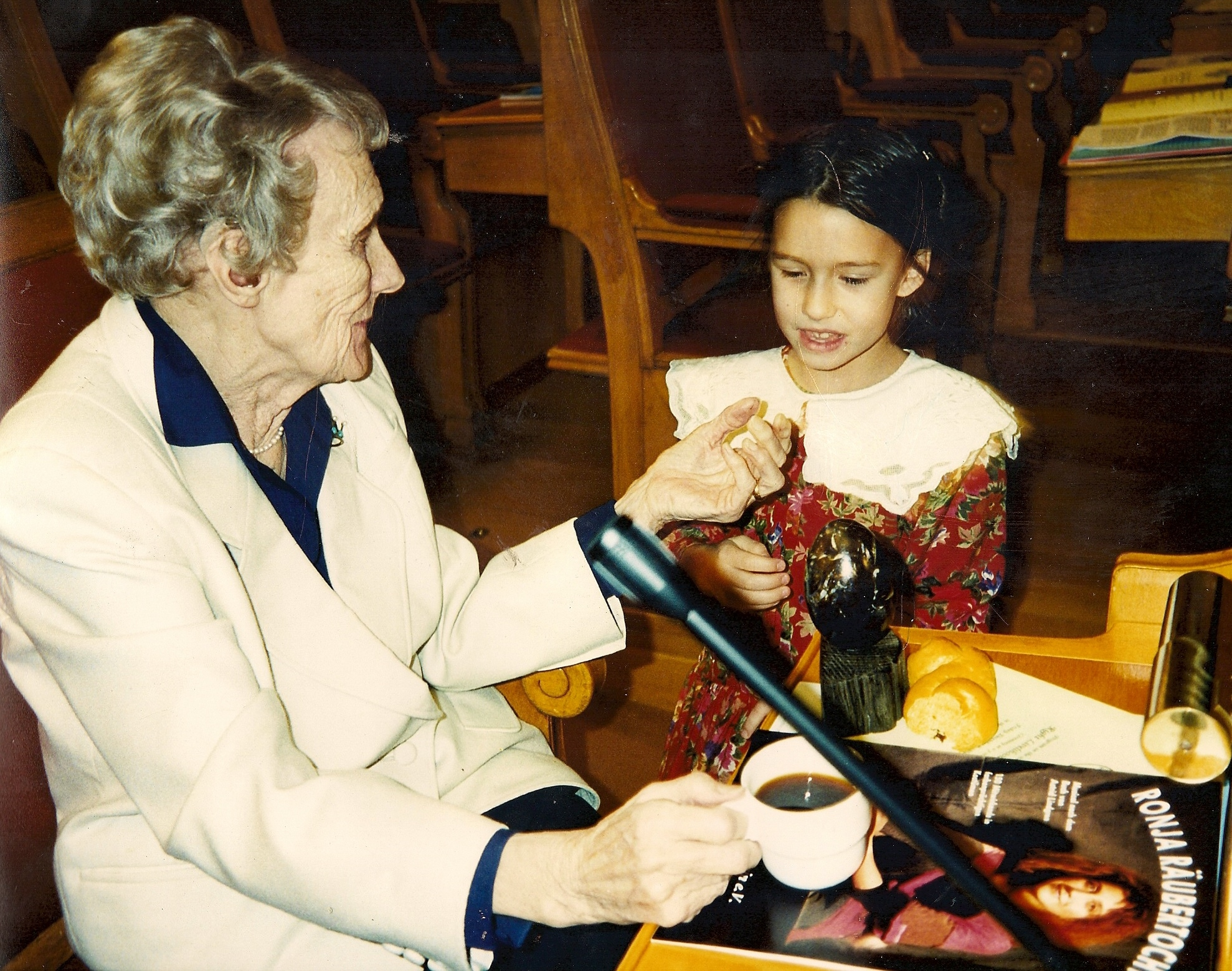
Astrid Lindgren, en 1994, après avoir reçu le Right Livelihood Award au parlement suédois. Sur la table le trophée et la brochure de la comédie musicale Ronya, fille de brigand par le compositeur Axel Bergstedt.

- Les Confidences de Britt-Marie, Paris, F. Nathan, 1961.
- Christine et moi, Paris, F. Nathan, 1961.
- Rasmus et le vagabond, Bibliothèque internationale, Paris, 1978 ; 1998.
- Julie et Nicolas, Éditions G.P., Paris, 1979.
- La Bicyclette de Julie, Paris, Ed. G.P., 1979.
- L'As des détectives, Hatier, Paris, 1972 ; Gallimard, 1981.
- Le Pays du crépuscule, Paris, F. Nathan, 1981.
- Ronya, fille de brigand, Librairie générale française, Paris, 1984. Illustrations de Mette Ivers.
- Le Petit Dragon aux yeux rouges, Duculot, Gembloux, 1986. Illustrations de Ilon Wikland.
- Les Frères Cœur-de-lion, Paris, Librairie générale française, 1987.
- Mio, mon Mio, Hachette, Paris, 1988.
- Nous, les enfants de l'archipel (1964), trad. par Alain Gnaedig, L'école des loisirs, 2022

### Emil (Zozo la Tornade) (nom original: Emil i Lönneberga)
- Zozo la Tornade, Hachette, Paris, 1973 ; 2001. Illustrations de Jacqueline Duhême ; nouvelle traduction : Les Farces d'Emil, Hachette Jeunesse Le Livre de poche, illustrations originales de Björn Berg, 2008.
- Les Nouvelles farces de Zozo la tornade, Librairie générale française, Paris, 1985 ; nouvelle traduction : Les Nouvelles Farces d'Emil, Hachette Jeunesse  Le Livre de poche, illustrations originales de Björn Berg, 2008.
- Les Cahiers bleus de Zozo la Tornade, Librairie générale française, Paris, 1986.
- La 325e farce de Zozo la Tornade, Librairie générale française, Paris, 1987 ; nouvelle traduction : Les mille et une farces d'Emil, Hachette Jeunesse  Le Livre de poche, illustrations originales de Björn Berg, 2008.

### Fifi Brindacier (nom original: Pippi Långstrump)
- Fifi Brindacier, Hachette, 1979 ; nouvelle traduction, 1995. Illustrations de Daniel Maja.
- Fifi princesse, Hachette, Paris, 1979 ; 1995.
- Fifi à Couricoura, Hachette jeunesse, Paris, 1995.

### Kati
- Kati…, Paris, Nathan, 1958. Illustrations de [Daniel Dupuy].
- Kati en Amérique, Paris, F. Nathan, 1958.
- Kati en Italie, Paris, F. Nathan, 1958
- Kati à Paris, Paris, F. Nathan, 1959.

### Vic le victorieux (nom original: Karlsson på Taket)
- Vic le victorieux, Éditions G. P., Paris, 1980 ; Hachette, 1990. Illustrations de Boiry.
- Le Retour de Vic le Victorieux, Ed. G.P., Paris, 1980.

## Distinctions
- 1950 : prix Nils-Holgersson
- 1956 : (international) « Honnor List »[7], de l' IBBY, pour Mio, min Mio (Mio, mon Mio)
- 1956 : Deutscher Jugendliteraturpreis pour Mio, min Mio (Mio, mon Mio)
- 1958 : prix Hans-Christian-Andersen catégorie Écriture
- 1978 : prix de la paix des libraires allemands
- 1986 : prix Selma-Lagerlöf
- 2002 : prix de littérature Corine, Children's Book, pour l'ensemble de son œuvre

## Hommages
- Le prix Astrid-Lindgren, créé en 1967, prix suédois qui récompense chaque année un auteur de littérature de jeunesse.
- Le prix commémoratif Astrid-Lindgren (Astrid Lindgren Memorial Award) (ALMA), créé en 2002 par le gouvernement suédois, de façon posthume, prix international de littérature jeunesse, et dont la dotation est de 5 millions de couronnes suédoises soit plus de 550 000 €.
- 2018 : sortie du biopic Astrid retraçant un moment de la vie de l'autrice

## Adaptations cinématographiques

### Au cinéma
- 1947 : Bill Bergson, Master Detective (en) de Rolf Husberg (sv)
- 1949 : Fifi Brindacier (sv) de Per Gunvall (sv)
- 1953 : Bill Bergson and the White Rose Rescue de Rolf Husberg
- 1955 : Rasmus et le Clochard (sv) de Rolf Husberg
- 1957 : Bill Bergson mène une vie dangereuse (en) d'Olle Hellbom
- 1964 : La Petite Fille, le Chien et le Phoque d'Olle Hellbom
- 1965 : Tjorven et la Skrållan d'Olle Hellbom
- 1966 : Tjorven och Mysak d'Olle Hellbom
- 1967 : Skrållan, Ruskprick och Knorrhane
- 1970 : Fifi Brindacier et les Pirates
- 1970 : Les Randonnées de Fifi Brindacier
- 1971 : Emil i Lönneberga
- 1972 : Le nouveau caprice d'Emil i Lönneberga
- 1973 : Emil et le Porcelet d'Olle Hellbom
- 1974 : Karlsson sur le toit (Världens bästa Karlsson)
- 1977 : Les Frères Cœur de Lion
- 1979 : Du är inte klok, Madicken de Göran Graffman
- 1980 : Madicken på Junibacken de Göran Graffman
- 1981 : Rasmus et le Clochard
- 1985 : Les Farces d'Emil de Varis Brasla
- 1984 : Ronya, la fille du brigand (Ronja Rövardotter) de Tage Danielsson
- 1986 : Les Enfants du village de Noisy (Alla vi barn i Bullerbyn) de Lasse Hallström
- 1987 : Mer om oss barn i Bullerbyn de Lasse Hallström
- 1987 : Mio au royaume de nulle part (Mio min Mio) de Vladimir Grammatikov
- 1988 : Les Nouvelles Aventures de Fifi Brindacier de Ken Annakin
- 1988 : Allrakäraste Syster de Göran Carmback
- 1989 : Kajsa Kavat de Daniel Bergman
- 1990 : Nånting levande åt Lame-Kal (sv) de Magnus Nanne
- 1990 : Nils Karlsson Pyssling de Staffan Götestam
- 1992 : Lotta på Bråkmakargatan de Johanna Hald
- 1993 : Lotta 2 : Lotta flyttar hemifrån de Johanna Hald
- 1996 : Kalle Mikael détective vit dangereusement de Göran Carmback
- 1997 : Kalle Mikael et la Rasmus de Göran Carmback
- 1997 : Fifi Brindacier
- 2002 : Karlsson på taket, film d'animation de Vibeke Idsøe
- 2013 : Les Aventures d'Émile à la ferme film d'animation de Per Åhlin

### À la télévision
- 1960 : Alla vi barn i Bullerbyn (série télévisée)
- 1964 : Les Députés de Saltkråkan
- 1968 : Malych et Karlson, film d'animation de Boris Stepantsev
- 1969 : Fifi Brindacier
- 1970 : Karlson vernulsya, film d'animation de Boris Stepantsev
- 1971-1973 : Émile (Emil i Lönneberga)
- 1998 : Fifi Brindacier (série télévisée d'animation)
- 2002 : Karlsson sur le toit
- 2024 : Ronya, fille de brigand